# Метален миктоф
Металните миктофи (Myctophum affine) са вид актиноптери от семейство Светещи риби (Myctophidae).
Те са незастрашен вид.
Таксонът е описан за пръв път от Христиан Фредерик Люткен през 1892 година.